# Маріо Новак
Ма́ріо Но́вак (хорв. Mario Novak; 8 травня 1983, Загреб, Хорватія) — хорватський хокеїст, нападник.

## Життєпис
Народився 8 травня 1983 року у Загребі (Хорватія).
Наразі виступає за «Младость» (Загреб). У складі національної збірної Хорватії учасник чемпіонатів світу 2002 (дивізіон I), 2004 (дивізіон II), 2005 (дивізіон II), 2006 (дивізіон I), 2007 (дивізіон II), 2008 (дивізіон I), 2009 (дивізіон I) і 2010 (дивізіон I). У складі молодіжної збірної Хорватії учасник чемпіонатів світу 2001 (дивізіон II), 2002 (дивізіон II) і 2003 (дивізіон I). У складі юніорської збірної Хорватії учасник чемпіонату Європи 2000 (група C) і чемпіонату світу 2001 (дивізіон II).
Виступав за команди: «Загреб», «Младость» (Загреб).